# Ferrita (hierro)

Diagrama de fase de baja presión de hierro puro. CC y CCC se refieren a una estructura cristalina cúbica centrada y cúbica centrada en las caras respectivamente.

La ferrita o hierro alfa (α-Fe) es una de las  tres formas alotrópicas de hierro existentes a presión atmosférica. Es un componente importante del acero.

## Propiedades físicas
La ferrita existe a temperaturas por debajo de 912 °C  y adopta una estructura cristalina cúbica centrada en el cuerpo (bcc). Es un metal termodinámicamente estable y bastante blando. Se puede someter a presiones de hasta aproximadamente 15 GPa antes de transformarse en una forma de alta presión denominada hierro épsilon (ε-Fe).
Magnéticamente, la ferrita es paramagnética a altas temperaturas. Sin embargo, por debajo de su temperatura de Curie (TC o A2) de 771 °C se vuelve ferromagnética. En el pasado, la forma paramagnética de  la ferrita se conocía como hierro beta (β-Fe). Aunque la ligera distorsión tetragonal en el estado ferromagnético constituye una verdadera transición de fase, la naturaleza continua de esta transición da como resultado una importancia menor en el Tratamiento térmico del acero.

## Metalurgia del acero

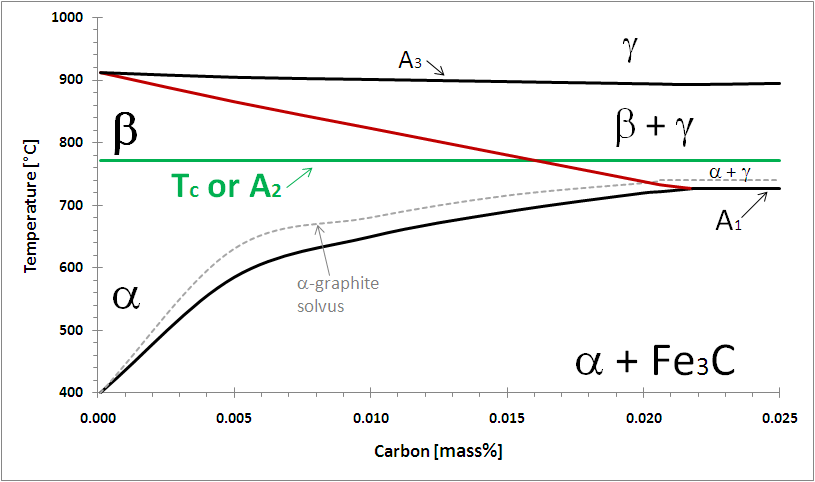
Relación entre la fase beta del hierro y la temperatura crítica A_{2} en el diagrama de fase hierro-carbono.

La  ferrita ferromagnética forma parte del acero dulce y la mayoría de los hierros fundidos a temperatura ambiente.  Tiene una dureza de aproximadamente 80 Brinell. El acero blando también contiene cementita (Fe3C, un carburo de hierro). La mezcla adopta una estructura laminar llamada perlita. Dado que la bainita y la perlita contienen ferrita como componente, cualquier aleación de hierro y carbono contendrá alguna cantidad de ferrita si se permite que alcance el equilibrio a temperatura ambiente. La proporción de ferrita depende del proceso de enfriamiento.
El β-Fe y la temperatura crítica A2 son relevantes en el  calentamiento por inducción del acero, como en los tratamientos térmicos de endurecimiento superficial. El acero normalmente se austeniza entre 900 y 1000 °C antes de ser templado y revenido . El campo magnético alterno de alta frecuencia empleado en el calentamiento por inducción calienta el acero por dos mecanismos por debajo de la temperatura de Curie: calentamiento por resistencia o Joule (I2R) y pérdidas por histéresis ferromagnética. Por encima del punto A2, el mecanismo de histéresis desaparece y la cantidad de energía requerida por grado de aumento de temperatura es sustancialmente mayor que por debajo de A2. Es posible que se necesiten circuitos de adaptación de carga para variar la impedancia en la fuente de alimentación de inducción para compensar el cambio.